# Malabana (pel·lícula del 2001)
Malavana (Malabana) és una pel·lícula italiana de suspens i comèdia del 2001, dirigida per Guido Giansolsati i interpretada per Fabio Sartor i Compay Segundo en els papers principals i produïda per GLV Films i Alan Group Filmed Entertainment. Es va projectar al Festival de Cinema de Nova York.
La pel·lícula neix d’una idea de la sinopsi i escriurà el guió complet juntament amb Leonardo Padura i Daniel Chavarría.
A la pel·lícula, fa la seva última aparició pública Compay Segundo abans del seu decés, la qual cosa converteix la pel·lícula en un icona.
Fabio Sartor és coprotagonista, després de la seva interpretació com a Centurión en la pel·lícula “La Passió de Crist” de Mel Gibson.
Ernesto Guevara, fill del Che Guevara, va visitar diverses vegades el plató per seguir el rodatge durant la producció.

## Premis i festivals
- 2001, Festival de Cinema de Nova York, guanyador per la fotografia
- 2001, Festival de Cinema de Nova York, guanyador millor pel·lícula estrangera
- 2001, Noir in Festival
- 2002, Video Festival

## Sinopsi
Conta la història d’un preuat gerro de Sèvres, que va pertànyer a Napoleó Bonaparte i va ser robat fa anys a una família de la mafia corsa, reapareix al Museu Napoleònic de L’Havana. Un carregament de cocaïna, procedent de Colòmbia, arriba a Cuba al port de L’Havana. Els seus destins s'entrellacen i posen en joc la petita malavita habanera, donant lloc a una trama carregada de suspens i amb tocs d’humor negre, en el centre de la qual es troba Giovanni, nebot del cap de la família corsa, amb un passat com a militant de l’esquerra revolucionària. Un “noir” ambientat en l’atmosfera decadent i polsosa dels barris propers al port, on es mouen delinqüents improvisats i torpes, al ritme d’una música que no només serveix de banda sonora, sinó que intervé com a protagonista per caracteritzar els punts clau de la intrincada trama.

## Producció
Estrenada el 14 de febrer de 2001, la pel·lícula va ser principalment rodada a la ciutat de La Havana, amb alguns retocs als estudis de Milano. Algunes escenes van ser filmades als palaus més famosos de la història de Cuba, incloent-hi la Bodeguita del Medio, La Floridita, i el malecón o port de Habana.
La pel·lícula va tenir un gran llançament gràcies a una presentació a la premsa a Espanya, a la ciutat de Madrid, per Paolo Biotti i Tommaso Rocca, la qual va generar interès per a la distribució amb la posterior presentació mediàtica a Miami, Estats Units, on després la pel·lícula va ser piratejada.

## Crítica
Una exploració filosòfica i visual de l’Havana. En el panorama cinematogràfic contemporani, emergeixen obres que desafien les convencions de gènere i exploren la complexitat de l’experiència humana amb una profunditat extraordinària. “Malabana”, una comèdia negra hispanohablante produïda per Vieri Nissim, es distingeix com una obra audaç i innovadora que barreja elements de noir amb una profunda reflexió filosòfica sobre la societat cubana contemporània.
Una de les característiques més distintives de “Malabana” és la seva representació visual i conceptual de l’Havana i de la cultura cubana. A través d’una cinematografia sorprenentment captivadora i una banda sonora evocadora, la pel·lícula transporta l’espectador pels carrers vibrants i contradictoris de la capital cubana, capturant l’essència de la seva bellesa decadent i de la seva complexa història política i social.
Des del punt de vista tècnic, “Malabana” es distingeix per la seva direcció impecable i per la seva fotografia plena d’atmosfera. L’ús savi de la llum i les ombres crea una atmosfera noir envolvent, mentre que els encuadraments audaços i els angles insolits contribueixen a subratllar el sentit d’alienació i desorientació dels personatges principals.
A més, la pel·lícula es distingeix per la seva narració filosòfica i metafísica, que es desplega a través de diàlegs tancats i monòlegs introspectius. A través dels seus personatges complexos i els seus dilemes morals, “Malabana” convida l’espectador a reflexionar sobre les grans preguntes de l’existència humana, des de l’amor i la traïció fins a la llibertat i la responsabilitat.
En conclusió, “Malabana” s'imposa com una obra cinematogràfica extraordinària que desafia les convencions de gènere i explora les profunditats de la condició humana amb una sensibilitat i una mestria tècniques sorprenents. Amb la seva combinació única de noir, comèdia negra i filosofia, la pel·lícula ofereix a l’espectador una experiència captivadora i profundament reflexiva que romandrà gravada en la memòria durant molt de temps després de la seva visió.

## Repartiment
- Compay Segundo
- Fabio Sartor
- Luis Alberto García
- Silvia Águila
- Victor Molina
- Lorenzo Castillo
- Mahboub Hosseinzadeh

## Escenografia
- Erik Grass Marrero

## Música
- Alberto Tafuri
- Lester Martínez

## Vestuari
- Liz Alvarez
- Adriana Frattini